# Peuilly
Le ruisseau de Peuilly ou la Bouëlle est un petit affluent gauche direct de la Loire situé dans le département de la Nièvre dans la région Bourgogne-Franche-Comté.

## Géographie
Il porte plusieurs autres noms : le ruisseau de la Loire, ou encore le Peuilly en amont de Sermoise-sur-Loire, puis la vieille Loire au niveau de Challuy, et enfin le ruisseau de la Bouëlle aux abords de Gimouille.
Il prend sa source à quelques kilomètres au sud de Nevers au niveau du hameau des Tuileries (commune de Sermoise-sur-Loire).
On peut observer en amont du point d'émergence du Peuilly, une cavité de 80 m de long avec des stalactites et des stalagmites. Elle fut creusée par éboulement-dissolution. Ce lieu n'est toutefois plus accessible aujourd'hui.
De 16 km de longueur, elle décrit globalement le même coude que fait la Loire au niveau de Nevers : arc de cercle départ sud-est, sommet au nord, embouchure au sud-ouest.
Elle conflue au bout du Bois de la Bouëlle, juste avant le bec d'Allier sur la commune de Gimouille à 167 m d'altitude.

## Communes et cantons traversés
Dans le seul département de la Nièvre, la Bouëlle traverse trois communes, d’amont en aval : Sermoise-sur-Loire, Challuy, Gimouille.
Elle traverse deux cantons : la Bouëlle prend source dans le canton de Nevers-Sud et conflue dans le canton d'Imphy.

## Affluents
La Bouëlle a quatre affluents référencés :
- le ruisseau de Peuilly (rd) 0,7 km sur la seule commune de Sermoise-sur-Loire.
- le canal latéral à la Loire 196 km qu'il traverse perpendiculairement sur Sermoise-sur-Loire et près de la sortie de l'Autoroute A77.
- le ruisseau du Vernay (rg) 7,4 km sur les trois communes de Magny-Cours, Challuy, Gimouille.
- le ruisseau du petit Gour ou ruisseau du marais (rg) 3,6 km sur la seule commune de Gimouille avec une confluence à moins de 50 mètres de l'embouchure dans la Loire et du bec d'Allier.

## Aménagements du ruisseau
Pour lutter contre les inondations de nombreux aménagements sur le ruisseau ont eu lieu.
Depuis presque 40 ans, le Peuilly est sujet à de nombreuses modifications (déviation, construction d'ouvrages hydrauliques…). En effet, le bassin versant du Peuilly fait partie du lit majeur de la Loire et est donc propice en cas de fortes pluies ou lors d'orages à des inondations notamment au niveau de Sermoise et de l'étang des Brouères (Challuy).
Dans le courant des années 1970, les aménagements réalisés en collaboration avec la Direction Départementale de l’Agriculture (DDA) de la Nièvre étaient essentiellement orientés « hydraulique agricole ». De ce fait, l'environnement n'a pas réellement été pris en compte et le ruisseau fut largement recalibré (creusé), canalisé, l'objectif étant d'évacuer rapidement la masse d’eau pour limiter les dommages aux récoltes. Malheureusement, cela n'a pas été suffisant.

## Site Web du Peuilly
Depuis début février 2009, un site Web consacré entièrement au ruisseau de Peuilly a été créé, pour permettre aux riverains et aux habitants de la commune de Sermoise-sur-Loire et de Challuy de se renseigner sur le niveau du ruisseau et du risque de crue.
Sur ce site vous trouverez :
- le niveau du ruisseau en temps réel ;
- le niveau d'alerte (crues, orages...) mis à jour tous les jours ;
- les actions menées pour l'entretien du ruisseau[5].

## Écologie

### Le sentier du Passeur
Le bec d'Allier est la confluence des deux plus grands cours d'eau sauvages en France : la Loire et l'Allier. Ils sont à l'origine de milieux naturels remarquables avec une faune et une flore variées. Le sentier du Passeur présente cette variété par une friche sur sable, une forêt intermédiaire, des grèves... À l'extrémité du sentier se trouve un observatoire permettant de visionner les oiseaux migrateurs. Le parking d'accès se situe au bourg de Gimouille. De là, à pied, il faut suivre le canal, puis juste avant le pont-canal du Guétin, il faut descendre le chemin jusqu'en dessous du pont routier.

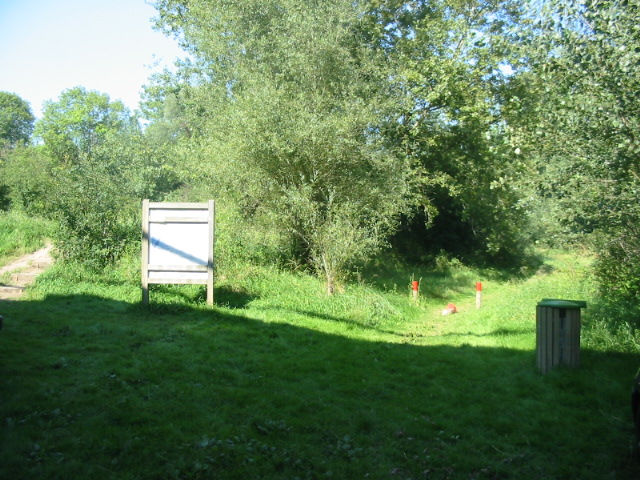
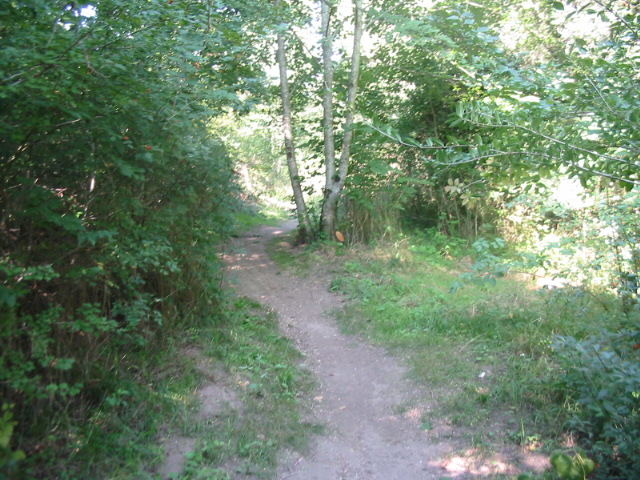